# Carne de avestruz

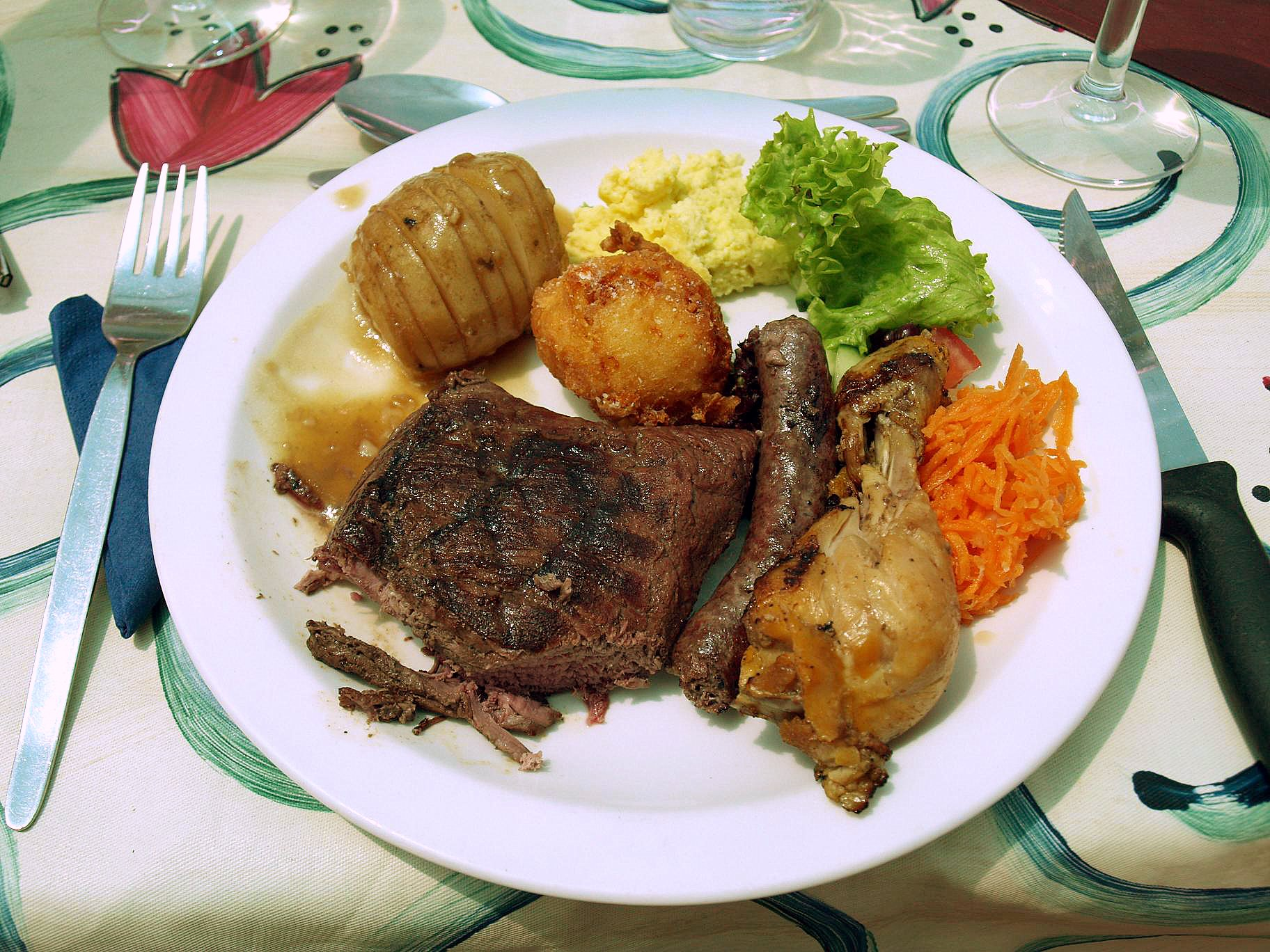
Un plato típico sudafricano con filete de carne de avestruz, salchicha elaborada con carne de avestruz, pierna de pollo, bola de maíz y patata.

La carne de avestruz es un producto cárnico procedente de la ganadería/caza del avestruz. Se emplea como fuente autóctona de carne en Australia, pero se ha ido extendiendo su uso en otras partes del mundo como África (siendo muy popular en algunas zonas de Sudáfrica) y Europa, debido en parte a lo rentable de su cría que produce además de su preciada carne: cuero y huevos, siendo valoradas en algunas cocinas las entrañas. Poco a poco su carne se va haciendo familiar y es posible encontrarla en carnicerías especializadas de casi todas las capitales de Europa. Los consumidores de todo el mundo suelen tener una opinión muy favorable de esta carne; es una idea generalizada que la carne de avestruz es "más sana" que otras carnes.
La carne de avestruz se considera carne roja y rica en calcio, pero se puede decir que posee un contenido graso menor (cada 100 g de carne posee 3 gramos de grasa frente a los 10,5 de la carne de vaca y los 15,2 de la carne de cerdo) además de poseer contenidos en colesterol más bajos que otras carnes. Posee además un contenido en hierro más elevado que otras carnes rojas. Los consumidores aceptan la carne sin problemas por poseer cierta similitud en sabor y textura con la carne de ternera si se sirve en grandes cantidades. Sin embargo, en pequeñas porciones es confundida con la carne de pavo o pollo. La carne del avestruz proviene en su gran parte de las patas, muslos y parte trasera; el avestruz no tiene "pechuga" como el pollo o el pavo. La grasa del avestruz está concentrada en ciertas partes de su anatomía y es posible hacer cortes limpios sin mezclar carne con grasa, lo que no ocurre con la carne de cerdo o de vaca.

## Usos
La carne de avestruz es empleada para la elaboración de subproductos tales como embutidos diversos como pueden ser salchichas, el salami, etc. Su bajo contenido graso hace que no exista mucha variedad o que se tenga que mezclar a veces con otras grasas. La carne de avestruz se emplea como reemplazo a la carne de vaca o de ternera, siendo posible encontrarla en diversos estofados (como puede ser un gulash), a la brasa, cortada y asada en filetes, en marinadas, picada en hamburguesas, etc. Los tiempos de exposición al fuego deben ser ligeramente inferiores que los similares cortes de carne de vaca o de ternera.